# Jr. Pac-Man
Jr. Pac-Man è un videogioco arcade pubblicato dalla Bally Midway nel 1983. Il gioco ha per protagonista il figlio di Pac-Man e si distingue dai titoli della serie di Pac-Man in particolare per il labirinto a scorrimento, più largo dello schermo.
Jr. Pac-Man uscì senza l'autorizzazione della Namco, azienda che creò Pac-Man e lo concesse in licenza a Bally Midway per la pubblicazione in Occidente, ma che non riconobbe mai questo seguito (idealmente il quinto della serie) come ufficiale. Lo stesso avvenne con altri titoli, e il tutto contribuì alla cessazione della collaborazione tra Namco e Bally Midway.

## Trama
Come nei precedenti giochi della serie, ci sono tre scenette di intermezzi tra alcuni dei livelli. Le tre scene, chiamate "atti", raccontano l'amore che nasce tra Jr. Pac-Man e una piccola fantasma chiamata Yum-Yum. Il fantasma Blinky cerca di approfittare dei loro incontri per acchiappare Jr. Pac-Man, ma sua madre Ms. Pac-Man interviene due volte a salvarlo, e alla fine i due piccoli innamorati riescono a rimanere soli.

## Modalità di gioco
Jr. Pac-Man mantiene inalterate le caratteristiche che hanno fatto la fortuna dei suoi predecessori. Le uniche differenze presenti sono:
- Il labirinto si estende per la prima volta oltre lo schermo visibile, essendo largo come due schermate. L'intero labirinto scorrerà verso destra e sinistra durante il movimento di Jr. Pac-Man. È quindi possibile che in alcuni casi i fantasmi si trovino in parti dello schermo non visibili.
- Ci sono sette labirinti differenti dotati questa volta di 6 power-up (tranne che nello schermo 6 e 7 in cui sono quattro) che permettono di mangiare temporaneamente i fantasmi. Sono assenti però i warp-tunnel che collegano i due lati del labirinto.
- Ogni bonus (rappresentati perlopiù da giocattoli, anziché da frutta come nei titoli classici) appare da fuori lo schermo, passeggia per il labirinto trasformando ogni pallina che incontra in palline più grandi, e se raggiunge un power-up lo distrugge e scompare. Le palline più grandi danno 50 punti invece dei classici 10, ma rallentano il personaggio; se Jr muore prima di averle mangiate, nella vita successiva scompaiono.
- Alcune migliorie estetiche, come nuovi suoni e musiche e Pac-Man dotato di cappellino da bambino con un'elica decorativa.

## Porting

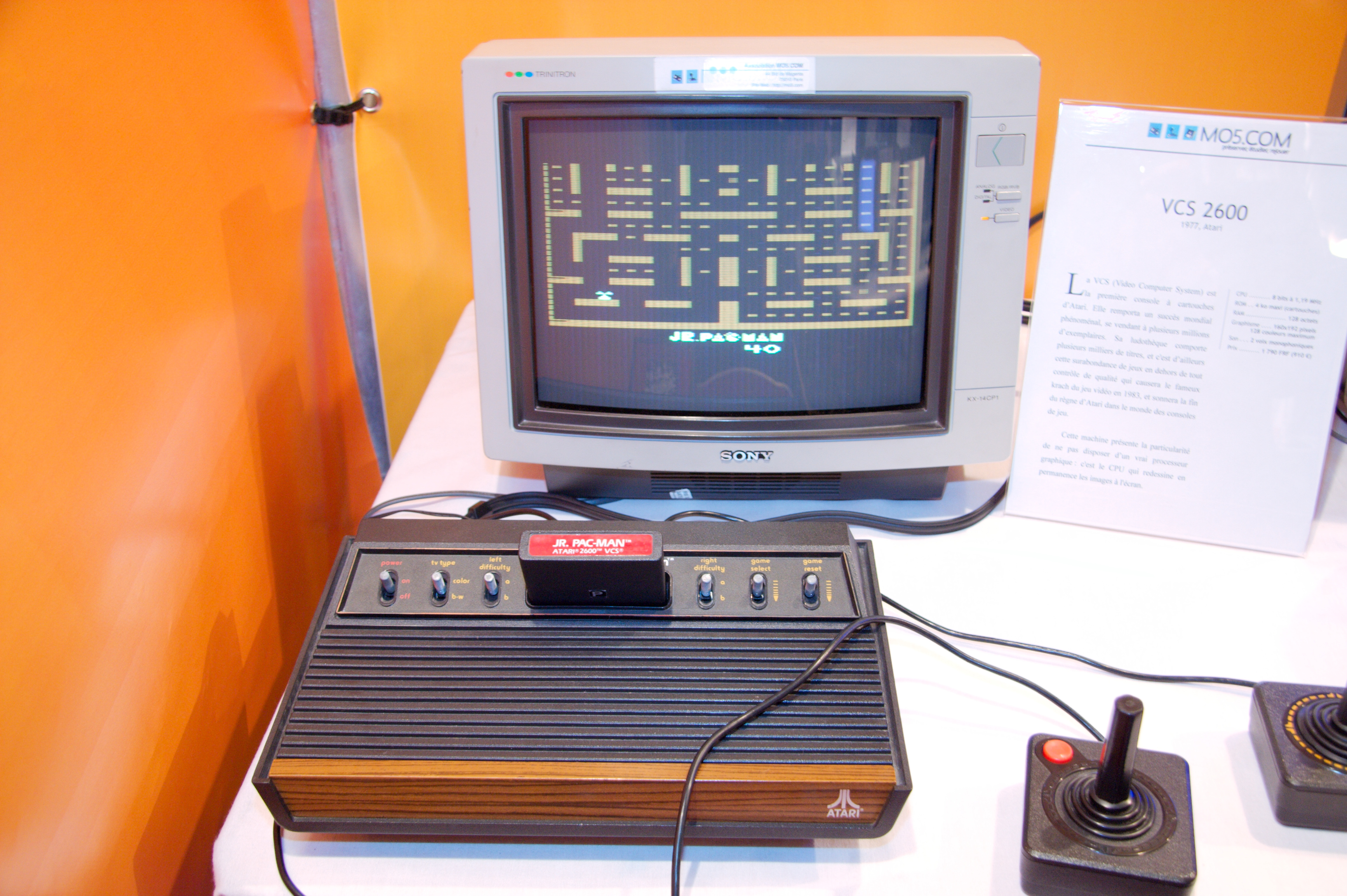
JR. Pac-Man sull'Atari 2600

Il gioco venne convertito ufficialmente per poche piattaforme e solo dopo diversi anni: per Atari 2600 dalla Atari (1986), per Commodore 64 e DOS dalla Thunder Mountain (1988). Tuttavia, sono state pubblicate delle versioni homebrew del gioco, uscite per varie piattaforme Atari come il 5200 e il 7800.
La versione per Atari 2600 differisce dal gioco originale principalmente perché il labirinto scorre in verticale anziché in orizzontale. Le versioni Commodore 64 e DOS sono invece a schermata fissa.